# Алефельдт, Ханс Адольф (1722)
Ханс Адольф Алефельдт — датский военный и государственный деятель, посол Дании в Российской империи в 1776—1780 годах.

## Биография
Происходил из древнего шлезвиг-голштинского дворянского рода. Родился 12 октября 1722 года в семье будущего генерал-лейтенанта и коменданта Глюкштадта Бальтазара Алефельдта (1684—1752) и его второй жены, Софии Хедевиги фон Вонсфлет.
Поступил на службу в кавалерию. В 1750 году произведён в ротмистры королевской конной лейб-гвардии, в 1756 году — в майоры, в 1761 году — в подполковники, в 1765 году — в полковники. В 1766 году назначен заместителем командира королевской конной лейб-гвардии. В 1767 году назначен шефом Голштинского драгунского полка.
В 1776—1780 годах был посланником в Гааге, в 1776—1780 годах — посланником в Санкт-Петербурге.
В 1774 году произведён в генерал-майоры, в 1783 году — в генерал-лейтенанты. В 1874 году пожалован званием генерал-адъютанта. В 1802 году произведён в полные генералы.
В 1773 году Алефельдт получил звание камергера и был награждён орденом Даннеброг.
Умер в 23 января 1807 в Оденсе. 

## Семья
В 1770 году женился на Вибеке Юль (†1793), вдове камергера Каспара Кристофера Брокенхууса.